# Pierre Gasly
Pierre Jean-Jacques Gasly (pronunciación en francés: /pjɛʁ ɡasli/, Ruan, Francia; 7 de febrero de 1996) es un piloto de automovilismo francés. Fue campeón de la Eurocopa Fórmula Renault 2.0 en 2013 y de GP2 Series en 2016. En 2017 resultó subcampeón de la Super Fórmula Japonesa y debutó en la temporada de Fórmula 1 con Toro Rosso. En 2019, disputó las 12 primeras carreras con Red Bull Racing, pero la escudería austríaca decidió prescindir de él a mitad de temporada. Desde 2020 hasta 2022, fue piloto de AlphaTauri, obteniendo su primera y única victoria en el Gran Premio de Italia de 2020. Desde 2023 forma parte de la escudería francesa Alpine F1 Team.

## Carrera deportiva

### Inicios
Gasly comenzó en karting en 2006, terminando décimo quinto en el Campeonato Minime francés, al año siguiente terminó cuarto.  En el año 2008, corrió en el Campeonato Cadet francés. En 2009 dio el salto al Karting internacional en la categoría KF3, permaneciendo hasta el final de 2010, y logrando el subcampeonato europeo CIK-FIA.

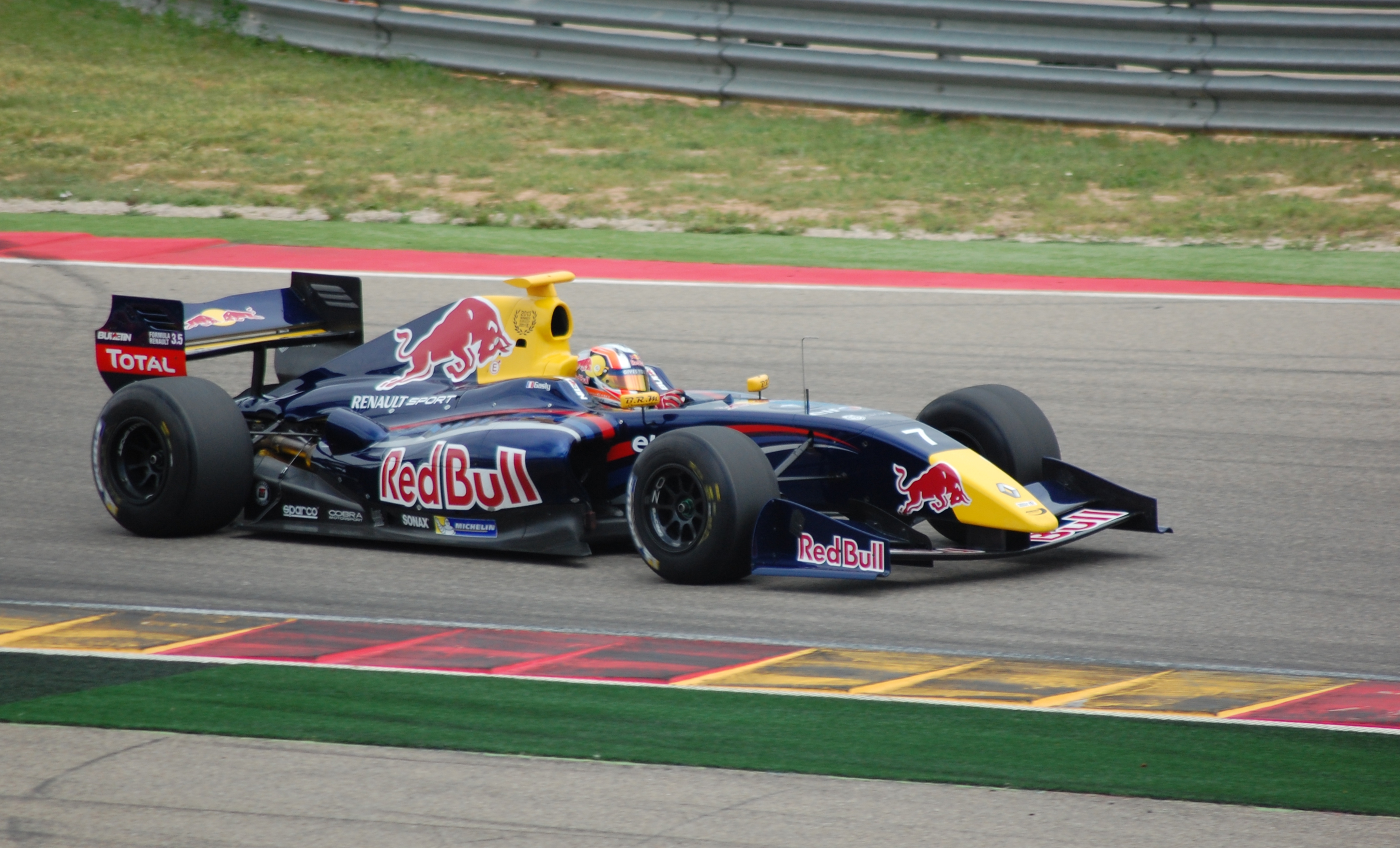
Pierre Gasly en MotorLand Aragón en 2014.

En 2011, Gasly debutó en monoplazas, participando en el Campeonato Francés de F4 categoría 1.6 litros. Terminó tercero detrás de sus futuros rivales de la Eurocopa Matthieu Vaxivière y Andrea Pizzitola con siete podios, incluyendo victorias en Spa, Albi y Le Castellet.
En 2012, Gasly pasó a la Eurocopa Fórmula Renault 2.0, con el equipo R-Ace GP. Terminó décimo, puntuando en seis carreras, incluyendo podios en Spa y Nürburgring. También compitió en siete carreras de la Copa de Europa del Norte de Fórmula Renault 2.0 con el mismo equipo, logrando un podio en el circuito de Nürburgring.
Al año siguiente, fichó para Tech 1 Racing. Logró cinco podios, así como victorias en Moscú, Hungaroring y Le Castellet, proclamándose campeón de la Fórmula Renault 2.0
En 2014, fue apoyado por el Equipo Júnior de Red Bull y compitió en la Fórmula Renault 3.5 con el equipo Arden Motorsport. Gasly terminó el campeonato en segunda posición con ocho podios y una pole position.

### GP2 Series
Gasly hizo su debut en la GP2 Series de 2014 en el circuito de Monza Italia. Sustituyó en seis carreras del fin de semana al piloto Tom Dillmann para el equipo Caterham Racing. En la primera carrera, Gasly terminó en el puesto diecisiete y en la segunda tuvo que retirarse.
En 2015, Gasly fichó para el equipo francés DAMS. Logró cuatro podios para ubicarse octavo en el campeonato. Al año siguiente, pasó al equipo italiano Prema, y obtuvo cuatro victorias y 9 podios, para vencer a su compañero de equipo Antonio Giovinazzi y lograr el título.

### Super Fórmula Japonesa y Fórmula E
En febrero de 2017, Pierre fue anunciado como piloto de la Super Fórmula Japonesa en el Team Mugen junto a Naoki Yamamoto. Ha logrado victorias en Motegi y Autopolis.

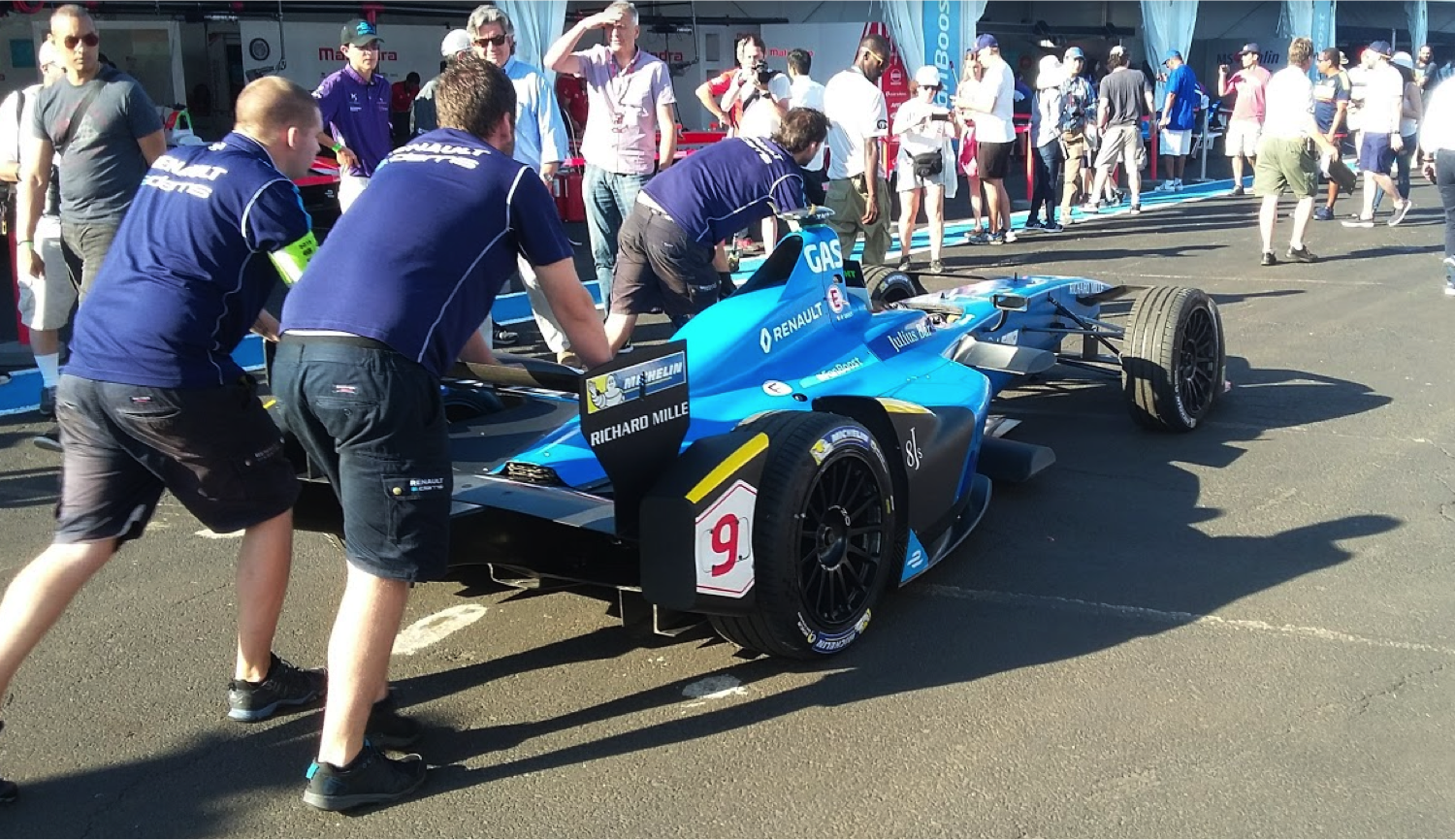
El monoplaza utilizado por Gasly en el New York ePrix de 2017.

En julio de 2017, Gasly remplazó a Sébastien Buemi en el Renault e.dams para el ePrix de Nueva York, debido a que el suizo competía en las 6 Horas de Nürburgring del Campeonato Mundial de Resistencia. El francés obtuvo el séptimo puesto en la primera carrera y el cuarto puesto en la segunda carrera.
Finalmente el francés fue subcampeón del campeonato japonés debido a que la última fecha, en Suzuka, fue suspendida por un tifón que afectó la zona.

### Fórmula 1
El 13 de mayo de 2015, Gasly participó en los test de Barcelona completando 131 vueltas con la escudería Toro Rosso, siendo esta su primera participación oficial en estos monoplazas.

#### Toro Rosso (2017-2018)

##### 2017: Debut en Fórmula 1

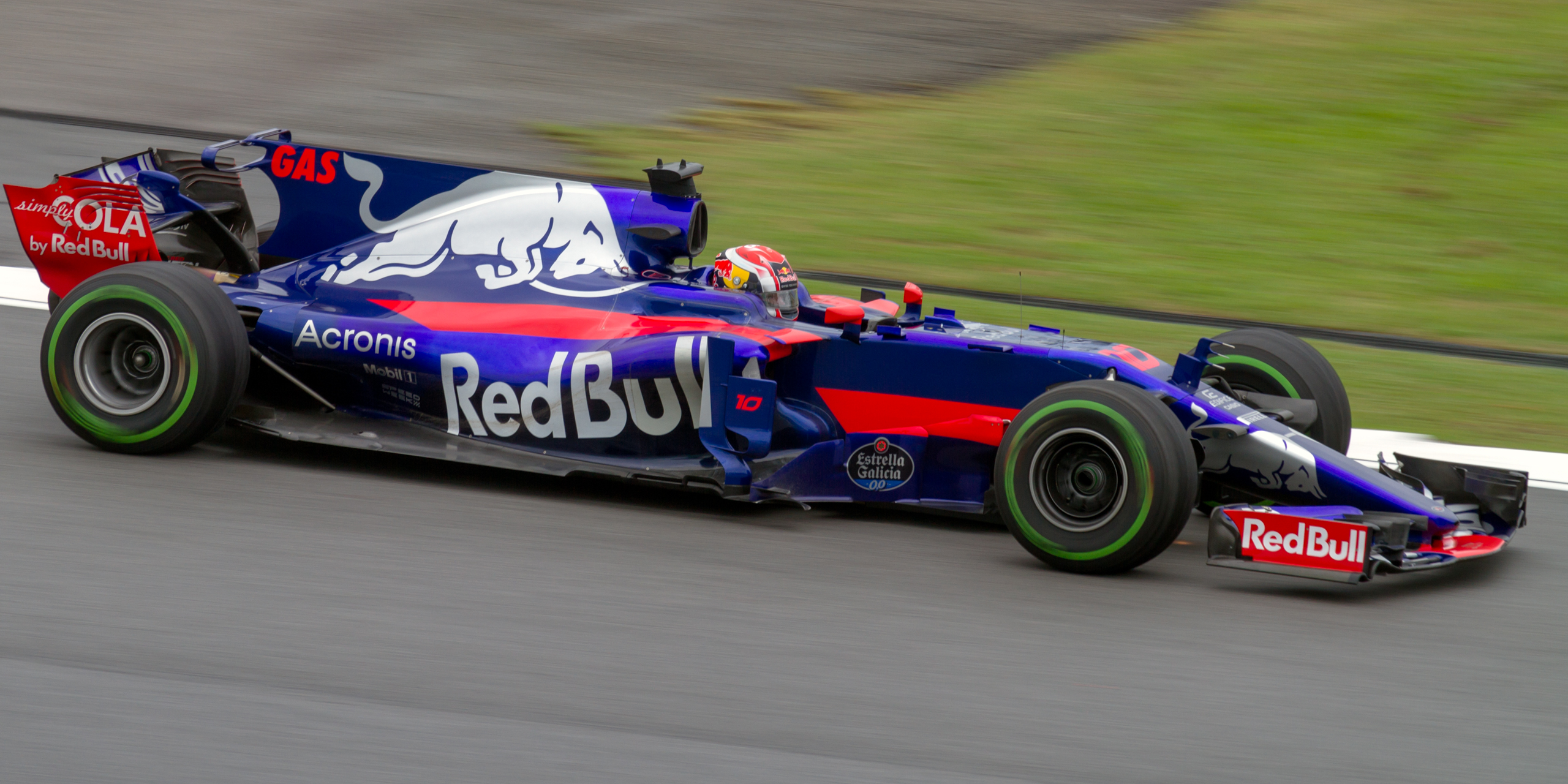
Pierre Gasly en los libres del GP de Malasia 2017.

Gasly debutó en Fórmula 1 a finales de la temporada 2017, en el Gran Premio de Malasia sustituyendo al ruso Daniil Kvyat. Acabó 14.º en el Gran Premio de Malasia. En el Gran Premio de Japón quedó 13.º, pero se ausentó en el Gran Premio de Estados Unidos debido a la definición de Super Fórmula en Suzuka (que se suspendió debido a un tifón y finalizó segundo en el campeonato). Compitió de nuevo en las tres últimas carreras del campeonato, quedando 13.º, 12.º y 16.º en los Grandes Premios de México, Brasil y Abu Dhabi respectivamente.

##### 2018: Mejor que su compañero y 4º puesto en Baréin.
Para 2018, Toro Rosso confirmó que la alineación sería la misma que cerró la temporada anterior. En Baréin, Gasly igualó con un cuarto puesto el tercer  mejor resultado de la historia del equipo e igualando a pilotos que también corrieron para Toro Rosso y que consiguieron esa posición como son Max Verstappen o Carlos Sainz Jr. Hasta el receso de agosto del campeonato, el francés volvió a puntuar en dos ocasiones: séptimo en Mónaco y sexto en Hungría, sumando un total de 26 puntos.
Tras el descanso de verano, Pierre Gasly solo logró puntuar en los Grandes Premios de Bélgica y de México, quedando 9.º y 10.º respectivamente, finalizó el campeonato en el 15.º lugar, superando a su compañero Brendon Hartley que quedó 19.º.

#### Red Bull (primera mitad de 2019)

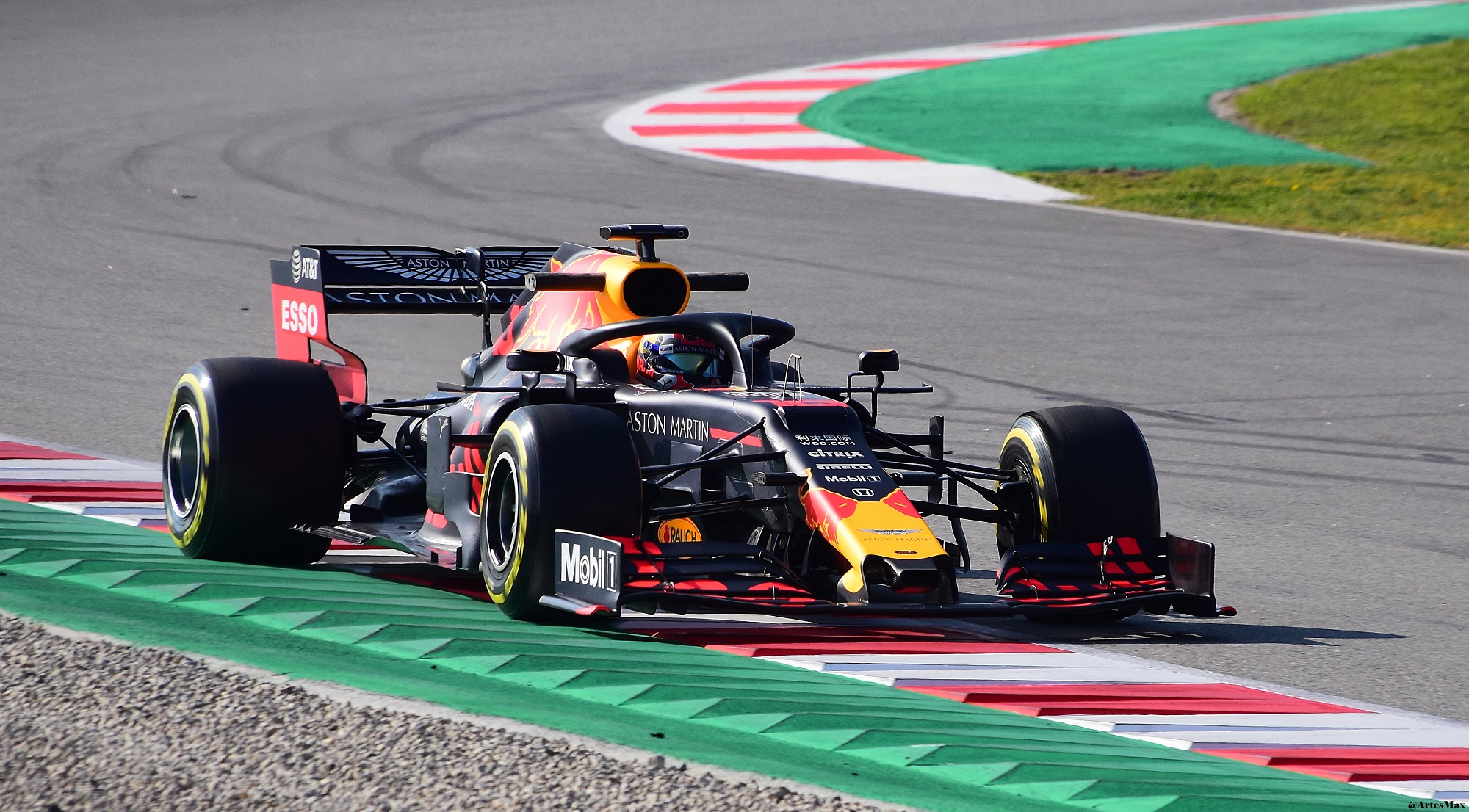
Pierre Gasly en los entrenamientos de pretemporada en el Circuito de España en 2019

##### 2019: Media temporada sin podios
Gasly debutó en Red Bull Racing en 2019, reemplazando a Daniel Ricciardo y siendo el nuevo compañero de Max Verstappen. En los primeros Grandes Premios de la temporada, su rendimiento no estuvo a la altura de su compañero de equipo, su mejor resultado fue un 6.º lugar en China y España, mientras que su compañero anotó dos podios y tres cuartos puestos. Sin embargo, su rendimiento fue mejorando a lo largo de las siguientes carreras, incluyendo un cuarto puesto en Silverstone.

#### Vuelta a Toro Rosso/AlphaTauri (2019-2022)
Tras importantes rumores de su posible reemplazo antes de terminar la temporada 2019 por «bajo rendimiento», el equipo afirmó en finales de julio que no iba a haber cambios de pilotos hasta fin de año. A pesar de esto, en mediados de agosto, se hizo oficial un cambio: el francés fue reemplazado para el Gran Premio de Bélgica por el piloto anglotailandés Alexander Albon, que estaba pilotando hasta ahora para Toro Rosso, y relegando a Gasly al equipo donde empezó su trayectoria en F1.
Luego de Bélgica, habituó los puntos con el equipo italiano. En el GP de Brasil, largaba sexto y, tras avanzar por abandono de varios rivales, Gasly terminó segundo la carrera, consiguiendo su primer podio en F1.
Gasly siguió con el equipo Toro Rosso, renombrado AlphaTauri para la temporada 2020. Logró su primera victoria el Gran Premio de Italia de 2020, tras salir en décima posición y aprovecharse de abandonos y sanciones para subir puestos. En 2021, logró subir al podio en Bakú, luego de una gran lucha de dos vueltas con Charles Leclerc batallando por la tercera posición luego de una bandera roja.

#### Fichaje por Alpine (2023-)
Durante la semana del Gran Premio de Japón de 2022, Gasly, quien tenía contrato con AlphaTauri para 2023, fue anunciado como piloto titular de Alpine F1 Team en sustitución de Fernando Alonso para ese año.
Pierre Gasly se unió al equipo Alpine, formando una dupla francesa junto a Esteban Ocon. En su temporada debut, Gasly finalizó 11.º en el Campeonato de Pilotos con 62 puntos, superando a Ocon por cuatro. Ese año, logró un podio al terminar tercero en el Gran Premio de los Países Bajos.

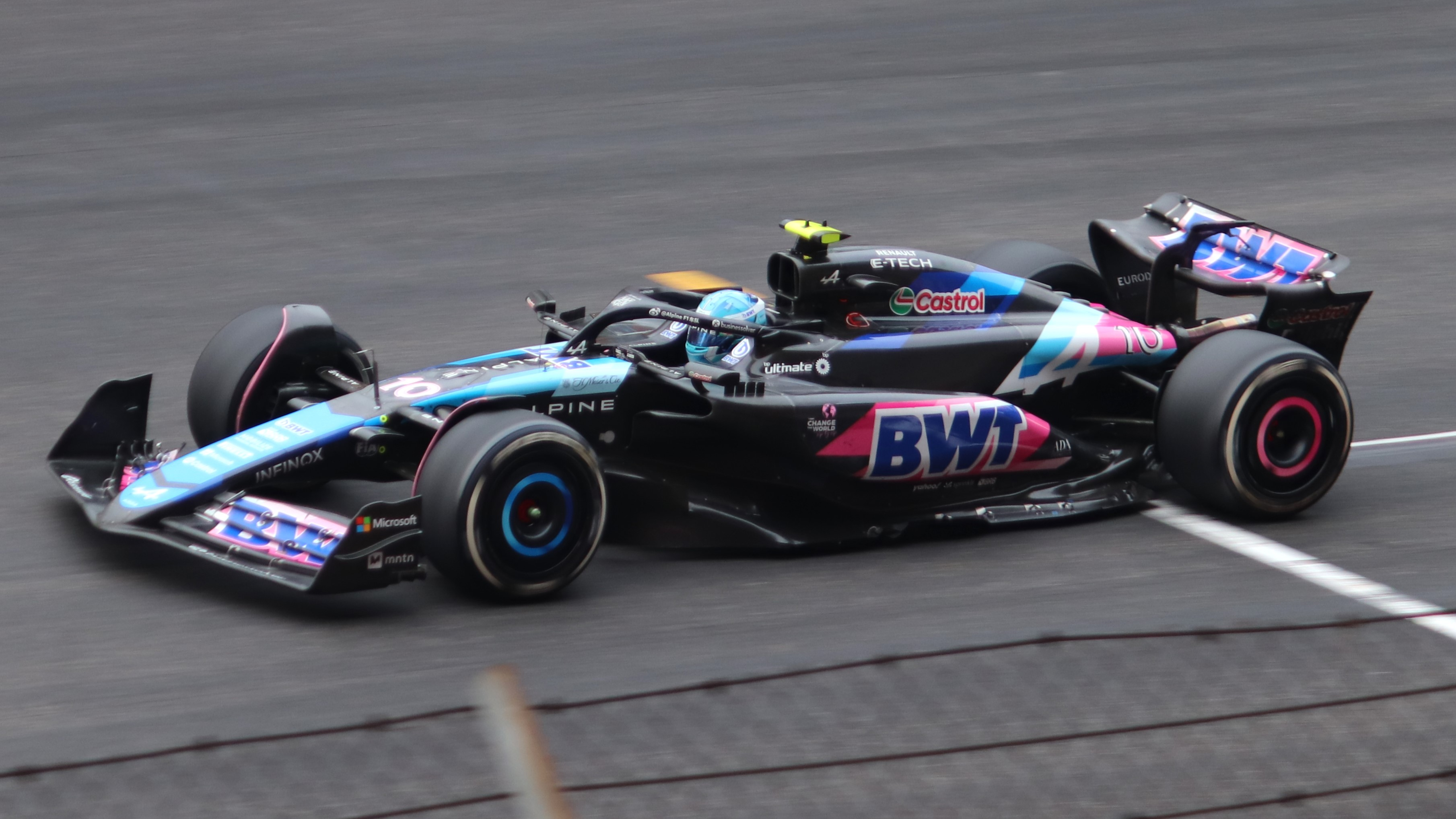
Gasly en el GP de China de 2024.

En 2024, el equipo sufrió un inicio de temporada complicado. Gasly obtuvo el primer punto del equipo al finalizar décimo en el Gran Premio de Mónaco, a pesar de un incidente en la vuelta 1 con su compañero. El punto de inflexión llegó en São Paulo, donde, bajo condiciones climáticas adversas, Gasly y Ocon lograron un doble podio para Alpine, finalizando tercero y segundo respectivamente. Este resultado contribuyó significativamente a que Alpine asegurara el sexto puesto en el Campeonato de Constructores, una posición que Gasly describió como «impensable» al inicio de la temporada.  Gasly finalizó décimo en el clasificador final, varios puestos por delante de Ocon, quien fue expulsado de Alpine al finalizar la temporada.
En junio de 2024, Gasly extendió su contrato con Alpine hasta finales de 2026. Para la temporada 2025, compartirá equipo con el debutante Jack Doohan.

## Vida personal y otras actividades
Pierre es hijo de Jean-Jacques y Pascale, y el menor de cinco hermanos de la pareja. Su padre fue piloto de carreras local. De joven, tuvo relación con sus futuros rivales en F1 Charles Leclerc y Esteban Ocon, y con el fallecido Anthoine Hubert.
Está en pareja con la modelo Francisca Gomes.
Además de las carreras, Pierre es aficionado al fútbol. Es copropietario del Football Club de Versailles 78 desde marzo de 2024.

## Resumen de carrera
| Temporada | Categoría                                       | Equipo                       | Carreras          | Victorias         | Poles             | VR                | Podios            | Puntos            | Pos.              |
| --------- | ----------------------------------------------- | ---------------------------- | ----------------- | ----------------- | ----------------- | ----------------- | ----------------- | ----------------- | ----------------- |
| 2011      | Campeonato Francés de F4                        | Autosport Academy            | 14                | 4                 | 2                 | 1                 | 7                 | 104               | 3.º               |
| 2012      | Eurocopa de Fórmula Renault 2.0                 | R-ace GP                     | 14                | 0                 | 1                 | 0                 | 2                 | 32                | 10.º              |
| 2012      | Copa de Europa del Norte de Fórmula Renault 2.0 | R-ace GP                     | 7                 | 0                 | 0                 | 0                 | 1                 | 78                | 23.º              |
| 2013      | Eurocopa de Fórmula Renault 2.0                 | Tech 1 Racing                | 14                | 3                 | 4                 | 2                 | 8                 | 195               | 1.º               |
| 2013      | Fórmula Renault 2.0 Alpes                       | Tech 1 Racing                | 6                 | 0                 | 0                 | 0                 | 3                 | 72                | 6.º               |
| 2013      | Fórmula Renault 2.0 - Trofeo de Pau             | Tech 1 Racing                | 1                 | 0                 | 0                 | 0                 | 0                 | N/A               | 7.º               |
| 2014      | Fórmula Renault 3.5 Series                      | Arden Motorsport             | 17                | 0                 | 1                 | 3                 | 8                 | 192               | 2.º               |
| 2014      | GP2 Series                                      | Caterham Racing              | 6                 | 0                 | 0                 | 0                 | 0                 | 0                 | 29.º              |
| 2015      | GP2 Series                                      | DAMS                         | 21                | 0                 | 3                 | 1                 | 4                 | 110               | 8.º               |
| 2016      | GP2 Series                                      | PREMA Racing                 | 22                | 4                 | 5                 | 4                 | 9                 | 219               | 1.º               |
| 2016-17   | Fórmula E                                       | Renault e.dams               | 2                 | 0                 | 0                 | 0                 | 0                 | 18                | 16.º              |
| 2017      | Fórmula 1                                       | Scuderia Toro Rosso          | 5                 | 0                 | 0                 | 0                 | 0                 | 0                 | 21.º              |
| 2017      | Campeonato de Super Fórmula Japonesa            | Team Mugen                   | 7                 | 2                 | 0                 | 0                 | 3                 | 33                | 2.º               |
| 2018      | Fórmula 1                                       | Red Bull Toro Rosso Honda    | 21                | 0                 | 0                 | 0                 | 0                 | 29                | 15.º              |
| 2018      | Fórmula 1                                       | Aston Martin Red Bull Racing | Piloto de pruebas | Piloto de pruebas | Piloto de pruebas | Piloto de pruebas | Piloto de pruebas | Piloto de pruebas | Piloto de pruebas |
| 2019      | Fórmula 1                                       | Aston Martin Red Bull Racing | 12                | 0                 | 0                 | 2                 | 0                 | 95                | 7.º               |
| 2019      | Fórmula 1                                       | Red Bull Toro Rosso Honda    | 9                 | 0                 | 0                 | 0                 | 1                 | 95                | 7.º               |
| 2020      | Fórmula 1                                       | Scuderia AlphaTauri Honda    | 17                | 1                 | 0                 | 0                 | 1                 | 75                | 10.º              |
| 2021      | Fórmula 1                                       | Scuderia AlphaTauri Honda    | 22                | 0                 | 0                 | 1                 | 1                 | 110               | 9.º               |
| 2022      | Fórmula 1                                       | Scuderia AlphaTauri          | 22                | 0                 | 0                 | 0                 | 0                 | 23                | 14.º              |
| 2022      | Fórmula 1                                       | BWT Alpine F1 Team           | Piloto de pruebas | Piloto de pruebas | Piloto de pruebas | Piloto de pruebas | Piloto de pruebas | Piloto de pruebas | Piloto de pruebas |
| 2023      | Fórmula 1                                       | BWT Alpine F1 Team           | 22                | 0                 | 0                 | 0                 | 1                 | 62                | 11.º              |
| 2024      | Fórmula 1                                       | BWT Alpine F1 Team           | 23                | 0                 | 0                 | 0                 | 1                 | 42                | 10.º              |
| 2025      | Fórmula 1                                       | BWT Alpine Formula 1 Team    | Disputándose      | Disputándose      | Disputándose      | Disputándose      | Disputándose      | Disputándose      | Disputándose      |
| Fuente:   |                                                 |                              |                   |                   |                   |                   |                   |                   |                   |

## Resultados

### Eurocopa de Fórmula Renault 2.0
(Clave) (negrita indica pole position) (cursiva indica vuelta rápida)

| Año  | Equipo        | 1       | 2       | 3       | 4     | 5     | 6         | 7       | 8     | 9     | 10      | 11    | 12      | 13      | 14      | Pos. | Puntos |
| ---- | ------------- | ------- | ------- | ------- | ----- | ----- | --------- | ------- | ----- | ----- | ------- | ----- | ------- | ------- | ------- | ---- | ------ |
| 2013 | Tech 1 Racing | ALC 1 3 | ALC 2 9 | SPA 1 2 | SPA 2 | MOS 1 | MOS 2 Ret | RBR 1 7 | RBR 2 | HUN 1 | HUN 2 5 | LEC 1 | LEC 2 5 | CAT 1 3 | CAT 2 6 | 1.º  | 195    |

### Fórmula Renault 3.5 Series
(Clave) (negrita indica pole position) (cursiva indica vuelta rápida)

| Año  | Equipo           | 1       | 2       | 3       | 4     | 5       | 6       | 7       | 8        | 9     | 10       | 11      | 12      | 13      | 14      | 15    | 16      | 17      | Pos. | Puntos |
| ---- | ---------------- | ------- | ------- | ------- | ----- | ------- | ------- | ------- | -------- | ----- | -------- | ------- | ------- | ------- | ------- | ----- | ------- | ------- | ---- | ------ |
| 2014 | Arden Motorsport | MNZ 1 3 | MNZ 2 5 | ALC 1 9 | ALC 2 | MON 1 7 | SPA 1 2 | SPA 2 4 | MSC 1 18 | MSC 2 | NÜR 1 20 | NÜR 2 8 | HUN 1 2 | HUN 2 3 | LEC 1 2 | LEC 2 | JER 1 6 | JER 2 4 | 2.º  | 192    |

### GP2 Series
(Clave) (negrita indica pole position) (cursiva indica vuelta rápida puntuable)

| Año  | Escudería       | 1   | 1   | 2   | 2   | 3   | 3   | 4   | 4   | 5   | 5   | 6   | 6   | 7   | 7   | 8   | 8   | 9   | 9   | 10  | 10  | 11  | 11  | Pos. | Puntos | Ref.   |
| ---- | --------------- | --- | --- | --- | --- | --- | --- | --- | --- | --- | --- | --- | --- | --- | --- | --- | --- | --- | --- | --- | --- | --- | --- | ---- | ------ | ------ |
| 2014 | Caterham Racing | SAK | SAK | BAR | BAR | MON | MON | SPI | SPI | SIL | SIL | HOC | HOC | BUD | BUD | SPA | SPA | MNZ | MNZ | SOC | SOC | YMC | YMC | 29.º | 0      | [ 43 ] |
| 2014 | Caterham Racing |     |     |     |     |     |     |     |     |     |     |     |     |     |     |     |     | 17  | Ret | 11  | 11  | 21  | 18  | 29.º | 0      | [ 43 ] |
| 2015 | DAMS            | SAK | SAK | BAR | BAR | MON | MON | SPI | SPI | SIL | SIL | BUD | BUD | SPA | SPA | MNZ | MNZ | SOC | SOC | SAK | SAK | YMC | YMC | 8.º  | 110    | [ 44 ] |
| 2015 | DAMS            | Ret | 22  | 7   | 3   | 14  | 10  | 13  | 6   | 4   | 3   | 2   | 8   | 19  | Ret | Ret | 12  | 2   | 5   | 6   | 7   | 5   | C   | 8.º  | 110    | [ 44 ] |
| 2016 | PREMA Racing    | BAR | BAR | MON | MON | BAK | BAK | SPI | SPI | SIL | SIL | BUD | BUD | HOC | HOC | SPA | SPA | MNZ | MNZ | KUA | KUA | YMC | YMC | 1.º  | 219    | [ 45 ] |
| 2016 | PREMA Racing    | 3   | 2   | 15  | 13  | Ret | 2   | Ret | 7   | 1   | 7   | 1   | 7   | DSQ | 6   | 1   | 4   | 4   | 2   | 11  | 3   | 1   | 9   | 1.º  | 219    | [ 45 ] |

### Campeonato de Super Fórmula Japonesa
(Clave) (negrita indica pole position) (cursiva indica vuelta rápida)

| Año  | Equipo     | 1   | 2   | 3   | 4   | 5   | 6   | 7   | 8   | 9   | Pos. | Puntos | Ref.   |
| ---- | ---------- | --- | --- | --- | --- | --- | --- | --- | --- | --- | ---- | ------ | ------ |
| 2017 | Team Mugen | SUZ | OKA | OKA | FUJ | MOT | AUT | SUG | SUZ | SUZ | 2.º  | 33     | [ 46 ] |
| 2017 | Team Mugen | 10  | 19  | 7   | 5   | 1   | 1   | 2   | C   | C   | 2.º  | 33     | [ 46 ] |

### Fórmula E
(Clave) (negrita indica pole position) (cursiva indica vuelta rápida)

| Año     | Equipo         | 1   | 2   | 3   | 4   | 5   | 6   | 7   | 8   | 9     | 10    | 11  | 12  | Pos. | Puntos |
| ------- | -------------- | --- | --- | --- | --- | --- | --- | --- | --- | ----- | ----- | --- | --- | ---- | ------ |
| 2016-17 | Renault e.dams | HKG | MAR | BUE | MEX | MON | PAR | BER | BER | NYC 7 | NYC 4 | MTR | MTR | 16.º | 18     |
| Fuente: |                |     |     |     |     |     |     |     |     |       |       |     |     |      |        |

### Fórmula 1
(Clave) (negrita indica pole position) (cursiva indica vuelta rápida)

| Año     | Escudería                    | 1       | 2       | 3       | 4       | 5       | 6       | 7      | 8       | 9       | 10      | 11      | 12      | 13      | 14      | 15     | 16      | 17      | 18     | 19      | 20     | 21      | 22      | 23    | 24    | Pos. | Puntos |
| ------- | ---------------------------- | ------- | ------- | ------- | ------- | ------- | ------- | ------ | ------- | ------- | ------- | ------- | ------- | ------- | ------- | ------ | ------- | ------- | ------ | ------- | ------ | ------- | ------- | ----- | ----- | ---- | ------ |
| 2017    | Scuderia Toro Rosso          | AUS     | CHN     | BHR     | RUS     | ESP     | MON     | CAN    | AZE     | AUT     | GBR     | HUN     | BEL     | ITA     | SIN     | MYS 14 | JPN 13  | USA     | MEX 13 | BRA 12  | ABU 16 |         |         |       |       | 21.º | 0      |
| 2018    | Red Bull Toro Rosso Honda    | AUS Ret | BHR 4   | CHN 18  | AZE 12  | ESP Ret | MON 7   | CAN 11 | FRA Ret | AUT 11  | GBR 11  | GER 14† | HUN 6   | BEL 9   | ITA 14  | SIN 14 | RUS Ret | JPN 11  | USA 14 | MEX 10  | BRA 13 | ABU Ret |         |       |       | 15.º | 29     |
| 2019    | Aston Martin Red Bull Racing | AUS 11  | BHR 8   | CHN 6   | AZE Ret | ESP 6   | MON 5   | CAN 8  | FRA 10  | AUT 7   | GBR 4   | GER 14† | HUN 6   |         |         |        |         |         |        |         |        |         |         |       |       | 7.º  | 95     |
| 2019    | Red Bull Toro Rosso Honda    |         |         |         |         |         |         |        |         |         |         |         |         | BEL 9   | ITA 11  | SIN 8  | RUS 14  | JPN 7   | MEX 9  | USA 16† | BRA 2  | ABU 18  |         |       |       | 7.º  | 95     |
| 2020    | Scuderia AlphaTauri Honda    | AUT 7   | EST 15  | HUN Ret | GBR 7   | 70A 11  | ESP 9   | BEL 8  | ITA 1   | TOS Ret | RUS 9   | EIF 6   | POR 5   | EMI Ret | TUR 13  | BHR 6  | SAK 11  | ABU 8   |        |         |        |         |         |       |       | 10.º | 75     |
| 2021    | Scuderia AlphaTauri Honda    | BHR 17† | EMI 7   | POR 10  | ESP 10  | MON 6   | AZE 3   | FRA 7  | EST Ret | AUT 9   | GBR 11  | HUN 5   | BEL 6~  | NED 4   | ITA Ret | RUS 13 | TUR 6   | USA Ret | MEX 4  | SÃO 7   | QAT 11 | ARA 6   | ABU 5   |       |       | 9.º  | 110    |
| 2022    | Scuderia AlphaTauri          | BHR Ret | ARA 8   | AUS 9   | EMI 12  | MIA Ret | ESP 13  | MON 11 | AZE 5   | CAN 14  | GBR Ret | AUT 15  | FRA 12  | HUN 12  | BEL 9   | NED 11 | ITA 8   | SIN 10  | JPN 18 | USA 14  | MEX 11 | SÃO 14  | ABU 14  |       |       | 14.º | 23     |
| 2023    | BWT Alpine F1 Team           | BHR 9   | ARA 9   | AUS 13† | AZE 14  | MIA 8   | MON 7   | ESP 10 | CAN 12  | AUT 10  | GBR 18† | HUN Ret | BEL 113 | NED 3   | ITA 15  | SIN 6  | JPN 10  | QAT 12  | USA 67 | MEX 11  | SÃO 7  | LVG 11  | ABU 13  |       |       | 11.º | 62     |
| 2024    | BWT Alpine F1 Team           | BHR 18  | ARA Ret | AUS 13  | JPN 16  | CHN 13  | MIA 12  | EMI 16 | MON 10  | CAN 9   | ESP 9   | AUT 10  | GBR DNS | HUN Ret | BEL 13  | NED 9  | ITA 15  | AZE 12  | SIN 17 | USA 12  | MEX 10 | SÃO 37  | LVG Ret | QAT 5 | ABU 7 | 10.º | 42     |
| 2025*   | BWT Alpine Formula 1 Team    | AUS 11  | CHN DSQ | JPN 13  | BHR 7   | ARA Ret | MIA 138 | EMI 13 | MON Ret | ESP 8   | CAN 15  | AUT 13  | GBR 6   | BEL 10  | HUN 19  | NED    | ITA     | AZE     | SIN    | USA     | MEX    | SÃO     | LVG     | QAT   | ABU   | 14.º | 20     |
| Fuente: |                              |         |         |         |         |         |         |        |         |         |         |         |         |         |         |        |         |         |        |         |        |         |         |       |       |      |        |

- * Temporada en progreso.